# The Duke of Burgundy
The Duke of Burgundy er en britisk erotisk drama-film fra 2014, som er skrevet og instrueret af Peter Strickland, og medvirkende er Sidse Babett Knudsen i hovedrollen som Cynthia og Chiara D'Anna som Evelyn.
Filmen blev vist på forskellige filmfestivaler, heriblandt Toronto International Film Festival, London Film Festival og International Film Festival Rotterdam, hvor den modtog positive anmeldelser.   

## Medvirkende
- Sidse Babett Knudsen som Cynthia
- Chiara D'Anna som Evelyn
- Monica Swinn som Lorna
- Eugenia Caruso som Dr. Fraxini
- Fatma Mohamed som Snedkeren
- Kata Bartsch som Dr. Lurida
- Eszter Tompa som Dr. Viridana
- Zita Kraszkó som Dr. Schuller